# Trugschluss der Division
Trugschluss der Division bezeichnet den logischen Fehlschluss vom Ganzen auf seine Teile. Beispiel: „Diese Rose ist rot. Sie besteht aus Atomen. Also sind ihre Atome rot“.
In der traditionellen Logik wird der Trugschluss so formuliert, dass in einem einfachen kategorischen Syllogismus der Mittelbegriff im Obersatz auf eine Gesamtheit von Individuen, im Untersatz dagegen auf die einzelnen Individuen dieser Gesamtheit bezogen wird. In der Terminologie der Syllogistik wird auch davon gesprochen, dass der Mittelbegriff im Obersatz nicht distribuiert sei.
| Beispiel: |
| --------- |

|              | Die Athener entschieden in der Volksversammlung über Krieg und Frieden. |
|              | Demosthenes war Athener.                                                |
| Fehlschluss: | Demosthenes entschied in der Volksversammlung über Krieg und Frieden.   |

Sinnverwandt ist der logische Fehler Sensus compositi et divisi.
Der umgekehrt verlaufende Fall, der falsche Schluss von den Teilen auf das Ganze, heißt Trugschluss der Komposition.

## Beispiele
- „Wie kann man sein Land lieben, ohne dessen Einwohner zu lieben?“ (Ronald Reagan)[1]
- Deutschland ist ein reiches Land. Also ist jeder Deutsche reich.[2]